# ليفيو برييتو
ليفيو برييتو (بالإسبانية: Livio Prieto)‏ هو لاعب كرة قدم أرجنتيني في مركز الهجوم، ولد في 31 يوليو 1981 في قرطبة في الأرجنتين. شارك مع منتخب الأرجنتين تحت 17 سنة لكرة القدم ومنتخب الأرجنتين تحت 20 سنة لكرة القدم. أما مع النوادي، فقد لعب مع أتلتيكو مينيرو وأيك أثينا والنادي الرياضي الصفاقسي وإنديبندينتي وبيلا فيستا وديبورتيفو إسبانول ونادي أتليتيكو بيلغرانو ونادي إيميلك ونادي باسوش دي فيريرا ونادي سانتا كلارا ونويفا شيكاجو ونيوكاسل يونايتد جتس.

## وصلات خارجية
- ليفيو برييتو على موقع الاتحاد الدولي (مؤرشف)  (الإنجليزية)
- ليفيو برييتو على موقع قاعدة بيانات كرة القدم.إي يو (الإنجليزية)